# Chrysina beyeri
Chrysina beyeri — вид пластинчастовусих жуків з групи Rutelinae. Поширений на півдні США та в Мексиці. Один з 4 видів роду в США.

## Опис
Дорослі особи мають довжину від 2,5 до 3,2 см і яскраво-зелені надкрила. Ноги металічнобузкового забарвлення

## Спосіб життя
Мешкають у дубових лісах в горах та долинах Імаго активні влітку, переважно вночі. Живляться листям дубів. Спосіб живлення личинки в природі невідомий, але в неволі розвивається в дубовій деревині, що розкладається.

## Ареал
У Сполучених Штатах Америки трапляється на південному сході штату Аризона, також мешкає в прилеглих районах Мексики.